# Prapavadi Csarönrattanatarakun
Prapavadi Csarönrattanatarakun, angolosan Prapawadee Jaroenrattanatarakoon (thaiul: ประภาวดี เจริญรัตนธารากูล; 1984. május 29. –) olimpiai bajnok thaiföldi súlyemelőnő. Születési neve: Csanpim Kantatian (angolosan: Junpim Kuntatean vagy Chanpim Kantatian, thaiul: จันทร์พิมพ์ กันทะเตียน).

## Sportpályafutása
A 2000-es évek eleje óta tartozott az 53 kg-s súlycsoport élmezőnyéhez. A 2003-as világbajnokságon szakításban 97,5 kg-mal végzett, lökésben 120,0 kg-mal, amely egy ezüst- és egy bronzérmet ért, és az összetettben a 217,5 kg is a bronzéremhez volt elég. A 2005-ös világbajnokságon aranyérmet szerzett szakításban 98,0 kg-mal, ezüstöt lökésben 125 kg-mal, és az összesítettben a 223 kg is ezüstöt eredményezett. A hazai pályán rendezett 2007-es világbajnokságon mind a három esetben a negyedik helyet szerezte meg.
A 2005-ös Ázsia-bajnokságon nyert szakításban és lökésben is, tehát összetettben is az ő nyakába került az aranyérem. Két évvel később nem sikerült megismételnie ezt a bravúrt, csak szakításban diadalmaskodott, lökésben ezüstérmes lett, ezzel az összetettben is lecsúszott az első helyről.
A legnagyobb sikerét a 2008-as pekingi olimpián érte el, amelyet olimpiai rekordnak számító 221 kg-os összteljesítménnyel nyert meg.